# Випсания Агриппина
Випсания Агриппина (лат. Vipsania Agrippina) (36 до н. э. — 20) — старшая дочь Марка Випсания Агриппы, первая жена Тиберия.

## Происхождение
Випсания Агриппина родилась в 36 до н. э. в семье друга Октавиана, Марка Випсания Агриппы и его первой жены, Помпонии Цецилии Аттики. Агриппа был из плебейской фамилии незнатного происхождения, однако достаточно богатой, чтобы принадлежать к всадническому сословию.
Помпония Цецилия Аттика происходила из всаднической фамилии Помпониев. Её отцом был Тит Помпоний Аттик, друг и соратник Цицерона.

## Брак с Тиберием

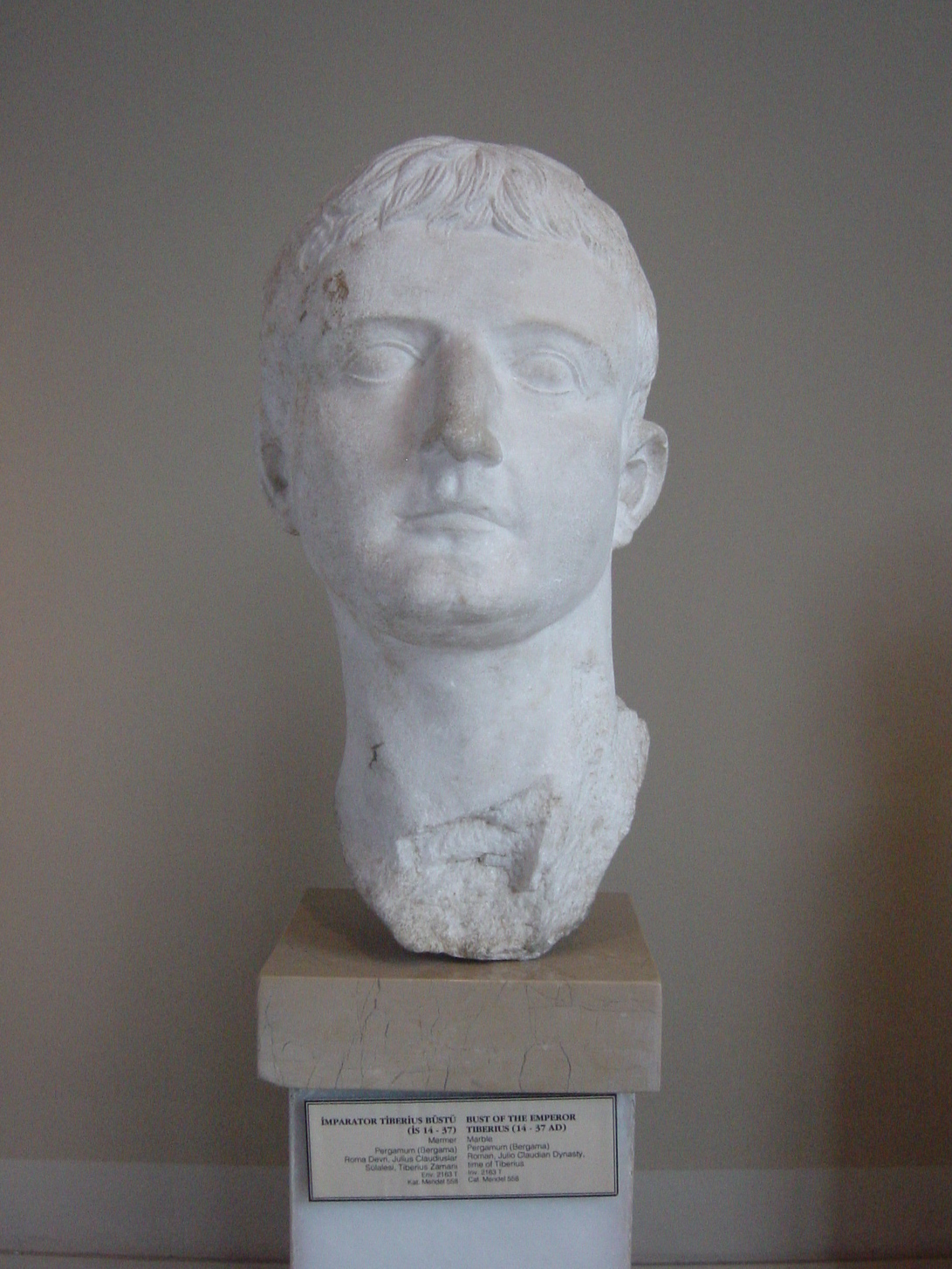
Бюст Тиберия из Археологического музея Стамбула

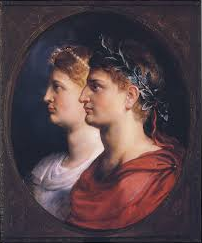
«Тиберий и Випсания Агриппа». Портрет кисти Рубенса, 1577 г.

Октавиан и Агриппа договорились о браке Випсании и Тиберия ещё в первый год её жизни. В 20 до н. э. она в возрасте 16 лет выходит замуж за Тиберия, пасынка Октавиана, сына его жены Ливии Друзиллы от первого брака с Тиберием Клавдием Нероном Старшим.
Брак был удачен. Молодые любили друг друга, хотя долгое время у них не было детей. Единственный ребёнок у пары родился в 13 году до н. э. — им стал мальчик, получивший имя Нерон Клавдий Друз. Ребёнок был усыновлен Октавианом под именем Юлий Цезарь Друз. Ребёнок воспитывался в доме Октавиана.
В 12 году до н. э. умирает отец Випсании — Агриппа. В тот момент он был женат на единственной дочери Октавиана — Юлии Старшей. Октавиан принуждает Тиберия развестись с Випсанией и взять в жены Юлию.
Тиберий и Випсания очень сложно переживали развод, поскольку любили друг друга. Тиберий никогда не простит Юлии расторжение этого брака, впрочем, и Юлия была о нём не высокого мнения.
Светоний пишет, что однажды увидев Випсанию в носилках, уже спустя достаточно большое время после развода, он стал мрачен и очень расстроил своим поведением Августа. Випсании было предписано покинуть Рим.

## Второй брак
В 11 год до н. э. Випсания вышла замуж, скорее всего по указанию Октавиана, за Гая Азиния Галла, консула 8 года до н. э. и проконсула Азии в 6—5 годов до н. э., сына знаменитого оратора и историка Гая Азиния Поллиона.
Известно пятеро их детей:
- Гай Азиний Поллион II, консул 23 года, обвинённый Мессалиной в заговоре и казнённый в 45 году. Его внучка, Помпония Грецина, вышла замуж за римского полководца Авла Плавтия, и известна как одна из первых представительниц римского нобилитета, принявшая христианство. Является одной из главных героинь романа Генрика Сенкевича «Камо грядеши».
- Марк Азиний Агриппа, консул 25 года, умерший в 27 году.
- Сервий Азиний Целер, консул-суффект 38 года,
- Азиний Галл, в 46 году вовлечённый в заговор против Клавдия и изгнанный в ссылку.
- Гней Азиний Салонин, упоминается, как патрон города Путеолы.

Несмотря на холодность Октавиана, Випсания была достаточно уважаемой римской матроной. Она умерла в 20 году н. э. Сразу после её смерти её сын, Друз Младший, увековечил её память в статуях и на монетах.
Тиберий ненавидел Гая Азиния Галла. Особенно после того, как тот заявил, что Друз Младший является его ребёнком. Хотя он долго сдерживал свою ненависть, но в 30 году сенат, при подстрекательстве Тиберия, объявил Азиния врагом народа и заточил в тюрьму, где тот скончался три года спустя от истощения.